# Cadaba glandulosa
Cadaba glandulosa är en kaprisväxtart som beskrevs av Peter Forsskål. Cadaba glandulosa ingår i släktet Cadaba och familjen kaprisväxter. Inga underarter finns listade i Catalogue of Life.